# Herfordia elegans
Herfordia elegans là một loài bọ cánh cứng trong họ Latridiidae. Loài này được Halstead miêu tả khoa học năm 1967.